# Pierre L'Hoest
Pierre L'Hoest est Homme d'affaires belge, cofondateur en 1994 de la société liégeoise EVS.

## Biographie
Pierre L'Hoest est diplômé de l'Académie d’Architecture à Liège, avec des spécialisations en informatique. 
Il fut fondateur et administrateur délégué et CEO d'EVS jusqu'au 29 septembre 2011,.
En 2014, Pierre L'Hoest lance un incubateur de Start-ups sous la dénomination The Faktory qui s'installe en 2015 dans un ancien bâtiment d'EVS.

## Distinctions personnelles
- Manager of the Year 2004, Trends-Tendances, 2004[5]
- Best CEO and CFO Communication, Bureau D'Études Thomson Reuters, 2009[6]
- Awards for excellence 2011, DataNews, 2011[7]

## Distinctions de EVS
- Oscar export, Office Belge du Commerce Extérieur (O.B.C.E.), 1997[8]
- Business of the Year 2000, Ernst & Young, «L'Echo» et Fortis Banque, 2001[9]
- The Golden Bridge between Belgium and the United Kingdom
- Best Performers 2008, L’Echo et De Tijd[10]
- Gazelles Provinces of LIEGE, Trends-Tendance, 2009[11]
- Supergazelle 10 Years Liège, Trends-Tendance, 2011[12]
- Engineering Emmy Award : HD Super Motion Systems for acquisition, recording and Playback for Broadcast Entertainment and Sports Productions, The National Academy of Television Arts & Sciences, 2011[13]